# Dendryphantes modestus
Dendryphantes modestus là một loài nhện trong họ Salticidae.
Loài này thuộc chi Dendryphantes. Dendryphantes modestus được Cândido Firmino de Mello-Leitão miêu tả năm 1941.